# Zbigniew Namysłowski
Zbigniew Jacek Namysłowski (9. září 1939, Varšava – 7. února 2022) byl polský jazzový alt saxofonista. Hrál také na flétnu, violoncello, pozoun a klavír. Tento univerzální instrumentalista v minulosti spolupracoval s takovými umělci, jako je Leszek Możdżer, Michał Urbaniak a Andrzej Trzaskowski.

## Diskografie
- Lola (1964; Decca Records)
- Astigmatic (1966)
- Winobranie (1973)
- Kuyaviak Goes Funky (1975)
- Zbigniew Namyslowski (1977)
- Jasmin Lad' (1978)
- Future Talk (1979)
- Air Condition (1981)
- Open (1987)
- Without A Talk (1991)
- The Last Concert (1992)
- Secretly & Confidentially (1993)
- Zbigniew Namysłowski & Zakopane Highlanders (1995)
- Cy to blues cy nie blues (1997)
- Dances (1997)
- 3 Nights (1998)
- Mozart Goes Jazz (1999)
- Jazz & Folk - Namyslowski Quartet & Górale (2000)
- Go! (2003)
- Standards (2003)
- Assymetry (2006)
- Live at Kosmos, Berlin 1965 (2008)
- Nice & Easy (2009)

Jako sólista:
- Reggae for Zbiggy (Laszlo Gardony Quartet) (1984)